# Корона Королевства Польского
Коро́на Короле́вства По́льского (пол. Korona Królestwa Polskiego, лат. Corona Regni Poloniae) — название Польского королевства, в 1386–1569 годах, после Кревской унии с Великим княжеством Литовским, а после Люблинской унии, в 1569–1795 годах, название одного из двух федеративных участников Речи Посполитой.
Термин обозначает устройство польского государства в конце Средневековья, понимаемое в соответствии с концепцией независимости государственных институтов от личности монарха. Львиную долю земель Короны Королевства Польского составляла Польская Русь.

## Корона как название государства
После заключения унии с Великим княжеством Литовским термин Короны Королевства был принят как популярное и удобное название Королевства Польского.
В противоположность «Литве» или «Великому княжеству» называлось коротко «Короной». Под этим названием Королевство становилось одной из двух частей Речи Посполитой Обоих Народов (после Люблинской унии в 1569).
Идеология Короны Королевства оказала, кроме того, влияние на терминологию, используемую при дворе.
С конца средневековья государственные органы и должности, называвшиеся до этого королевскими, стали называться коронными.

## Происхождение

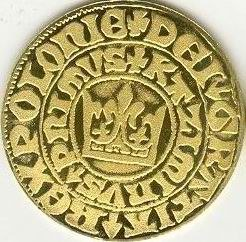
Аверс краковского гроша Казимира Великого с короной

Термин Короны Королевство Польского взят из политических идеологий, реализованных в государственных монархиях Чехии и Венгрии в конце средневековья. В этих странах идеология короны королевства носило имена «Корона святого Вацлава» и «Корона святого Стефана», ссылаясь на предполагаемые святые символы монаршей власти. В Польше, термин «Корона Королевства Польского» впервые появляется в королевских документах Казимира Великого (1333—1370) и еще не означает, однако, последовательной политической идеологии, выступая, скорее, как заменитель названия Королевство Польское.
Только по прекращению династии Пястов в 1370 и прихода к монаршей власти иностранной династии (Людовика Венгерского) привело к окончательному формированию термина, определяющего новый способы восприятия государства и правителя, характерные для развитого монархического государства.
Первоначально он использовался главным образом в кругу малопольского можновладства (аристократии) (группа так называемых панов краковских). Со временем, благодаря влиянию этой группы вельмож на Людовика Венгерского и Владислава Ягайло, Корона Королевства стала обязательной государственной идеологией.

## Предпосылки
Корона Королевства Польского относилась к государству, как учреждению независимому от правителя, которая не является уже, как в эпоху наследственных монархий, его имуществом.
Корона Королевства идентифицирует Польшу, как неделимый организм, управляющий правами и принципами строя, стоящими выше, чем монарх. Правитель в соответствии с этой идеологией не имеет права на уменьшение территории государства, например, путём завещания или передачи земли в лен.
Он уже не был единственным и главным источником права, как ранее. Сам подчинялся законам королевства, что выражается, в частности, в сформировавшемся к тому времени полностью праве сопротивления (Prawo oporu).
Термином Корона Королевства часто определяется не те земли, фактически находящиеся во владении польского короля, но и те, на которые  провозглашено действие права, прежде всего Силезию и Гданьское Поморье.
В Корону включен также образованный (несмотря на предпринимаемые со стороны местных князей попытки расширения собственных возможностей) лен Польши Мазовия.
После Людовика Венгерского идеология Короны Королевства была принята уже в полностью проработанной форме.
Этот термин использовался, прежде всего, с тем чтобы обеспечить положение и независимость Королевства Польского, которое в персональной унии с Венгрией было стороной безусловно более слабой. Примером является кошицкий привилей 1374 года, в котором Людовик обязывался: сохранять Корону Королевства Нашего целой и нерушимой и никаких земель или их частей от неё не отрывать и не уменьшать.
Новая государственная идеология вписывалась в более широкую тенденцию изменений, набиравшую силу с приходом к власти иностранных правителей и начатую в момент воссоединения страны Владиславом Локетком и формирование государственной монархии (считается обычно с 1320 года).
Проявлялась она в новом способе восприятия государства, как единого организма, в создании общегосударственных символов (Белого Орла), одновременно также в упорядочивании монаршей власти принципами строя (с 1438, хотя первоначально не в полной мере эффективными, обязанность подтверждения вновь избранным правителем привилегий, выданных его предшественниками).